# Glenn Nyberg

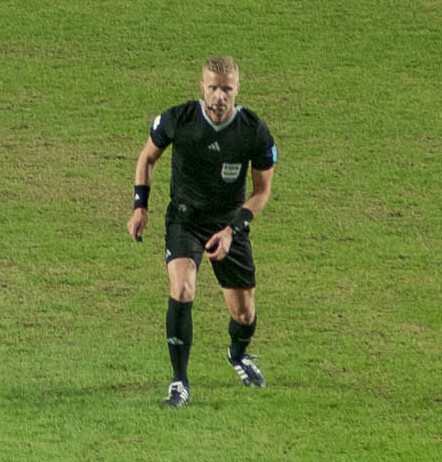
Glenn Nyberg (2023)

Glenn Nyberg (* 12. Oktober 1988) ist ein schwedischer Fußballschiedsrichter.

## Werdegang
Nyberg leitet seit Oktober 2013 Spiele in der schwedischen Fotbollsallsvenskan.
Seit 2016 steht er auf der Liste der FIFA-Schiedsrichter und leitet internationale Fußballspiele.
In der Saison 2020/21 leitete Nyberg erstmals Spiele in der Europa League, in der Saison 2022/23 erstmals Spiele in der Champions League. Zudem pfiff er bereits Partien in der Nations League, in der europäischen WM-Qualifikation für die WM 2022 in Katar sowie Freundschaftsspiele.
Zudem war er bei der U-21-Europameisterschaft 2021 in Slowenien und Ungarn im Einsatz und leitete dort unter anderem das Halbfinale zwischen Spanien und Portugal (0:1). Seine erste Turniernominierung auf FIFA-Ebene folgte zwei Jahre später, als er bei der U-20-WM 2023 zu Spielleitungen kam, darunter auch das Endspiel zwischen dem schließlichen Titelträger Uruguay und Italien.
Im Frühjahr 2024 nahm ihn die UEFA gemeinsam mit seinen Assistenten Mahbod Beigi und Andreas Söderkvist in den Unparteiischenkader für die Fußball-Europameisterschaft 2024 auf. Beim Turnier in Deutschland leitete Nyberg zwei Gruppenspiele und ein Achtelfinale.
Direkt im Anschluss amtierte Nyberg – erneut gemeinsam mit Beigi und Söderkvist – beim olympischen Fußballturnier. Sein erster Einsatz bei Olympia – ein Vorrundenspiel zwischen Argentinien und Marokko – endete in einem Eklat: In der 16. Minute der Nachspielzeit gelang Argentinien der vermeintliche Ausgleich zum 2:2, woraufhin es zu einem Platzsturm durch marokkanische Zuschauer aus Wut über die lange Nachspielzeit kam. Zeitgleich untersuchte der Videoschiedsrichter das Tor und es herrschte große Verwirrung, ob das Spiel bereits durch Schiedsrichter Nyberg abgepfiffen worden war oder trotz des Platzsturms noch lief. Nach zweistündiger Unterbrechung wurde das Spiel vor nahezu leeren Rängen fortgesetzt. Zudem erkannte der Nyberg nach Intervention des Video-Assistenten das vermeintliche Tor zum 2:2 ab. In den restlichen drei Minuten der Nachspielzeit konnte Argentinien nicht mehr den Ausgleich erzielen und das Spiel endete 1:2 für Marokko. Im weiteren Turnierverlauf kam Nyberg zu zwei weiteren Einsätzen, darunter ein Viertelfinale. Im Halbfinale zwischen Marokko und Spanien unterstützte er zunächst Ilgiz Tantashev als Vierter Offizieller. Nach dessen verletzungsbedingtem Ausscheiden übernahm Nyberg ab der 17. Minute die Leitung der Partie.

## Einsätze bei Turnieren

### Fußball-Europameisterschaft 2024
| Phase        | Datum         | Spielort   | Heimmannschaft | Gastmannschaft | Ergebnis  |
| ------------ | ------------- | ---------- | -------------- | -------------- | --------- |
| Gruppenphase | 17. Juni 2024 | München    | Rumänien       | Ukraine        | 3:0 (1:0) |
| Gruppenphase | 24. Juni 2024 | Düsseldorf | Albanien       | Spanien        | 0:1 (0:1) |
| Achtelfinale | 1. Juli 2024  | Düsseldorf | Frankreich     | Belgien        | 1:0 (0:0) |

### Olympisches Fußballturnier 2024
| Phase         |  | Datum         | Spielort      | Heimmannschaft | Gastmannschaft | Ergebnis                        |
| ------------- |  | ------------- | ------------- | -------------- | -------------- | ------------------------------- |
| Gruppenphase  |  | 24. Juli 2024 | Saint-Étienne | Argentinien    | Marokko        | 1:2 (0:1)                       |
| Gruppenphase  |  | 27. Juli 2024 | Marseille     | Neuseeland     | USA            | 1:4 (0:3)                       |
| Viertelfinale |  | 2. Aug. 2024  | Marseille     | Ägypten        | Paraguay       | 1:1 n. V. (1:1, 0:0), 5:4 i. E. |
| Halbfinale    |  | 5. Aug. 2024  | Marseille     | Marokko        | Spanien        | 1:2 (1:0) 1                     |